# Ahmed Gadzhiev
Ahmed Djevdyet Ismailogly Gadzhiev (ook: Ahmed Djevdyet Ismail Oglu Gadzhiev) (Azerbeidzjaans: Əhməd Cövdət İsmayıl oğlu Hacıyev) (Şəki 18 juni 1917 - 18 januari 2002) was een Azerbeidzjaans componist, muziekpedagoog en violist.

## Levensloop
Gadzhievs muzikale loopbaan begon als leerling viool aan een muziekschool in Bakoe. In 1935 ging hij studeren aan het Conservatorium van Bakoe en kreeg daar lessen op het gebied van muziektheorie van Leonid M. Rudolf; een leerling van Sergej Tanejev, maar ook bij Uzeyir Hajibeyov, die een belangrijke rol voor de ontwikkeling van Gadzhiev speelde. In die tijd leverde hij ook zijn eerste symfonie af (1936). Het was een eendelig werk, maar belangrijker, het was / is de eerste Azerbeidzjaanse symfonie ooit. De stijl was toen al meer Russisch dan Azerbeidzjaans. Dat bleek ook wel, want de eerste uitvoering werd verricht door het Sint Petersburg Philharmonisch Orkest. In 1938 ging Gadzhiev verder studeren aan het Conservatorium van Moskou, aldaar kreeg hij les van Aleksandr Aleksandrov, Nikolaj Mjaskovski en anderen. Medestudent was Gara Garayev. De Tweede Wereldoorlog onderbrak de studie en Gadzhiev keerde terug naar Bakoe, alwaar hij muzikaal leider werd van het plaatselijk symfonieorkest. Zijn tweede symfonie verscheen in 1944 en zijn muzikale voorkeur werd duidelijk : Dmitri Sjostakovitsj. In 1945 mocht hij terug naar Moskou en kreeg les van zijn voorbeeld; ondertussen had in 1946 met zijn opera Vaderland (Veten) [samen met: Kara (Gara) Karayev (Garayev, Karaev) (1918-1982)] de Stalinprijs gewonnen. In 1947 studeerde hij af onder Sjostakovitsj met symfonie nr. 3. In 1951 won hij opnieuw de Stalinprijs van de Sovjet-Unie. Hij werd in 1960 onderscheiden als Nationale acteur van Azerbeidzjan.
Vanaf 1947 werd hij docent aan het Nationaal Azerbeidzjaans Conservatorium te Bakoe. Van 1957 tot 1969 was hij rector van het conservatorium en in 1963 werd hij tot professor benoemd.

## Werken
- 1935: 24 Preludes voor piano
- 1936: Symfonie nr. 1
- 1936: Socialistisch Azerbeidzjan, symfonisch gedicht
- 1937: Ballingschap in Siberië (naar aanleiding 100-jarige sterfdatum van Poesjkin)
- 1938: Sinfonietta
- 1940: Dubbel fuga
- 1941: Azerbeidzjan Suite
- 1941: Drie fuga's voor strijkkwartet
- 1941: Strijkkwartet
- 1942: Drie liederen voor gemengd koor en piano
- 1944: Symfonie nr. 2
- 1945: Вэтэн (Vaderland), een opera
- 1947: Symfonie nr. 3
- 1949: Oratorium, voor solisten, gemengd koor en orkest
- 1950: Ballade voor piano
- 1951: симфоническая поэма "За мир" (Voor vrede), symfonisch gedicht
- 1952: Koor-gedicht, op de tekst van Nizami
- 1956: Sonate voor piano
- 1956: газели Мой цветок, voor orkest
- 1956: Symfonie nr. 4 (Ter nagedachtenis aan Lenin)
- 1957: Scherzo voor piano
- 1957: Девушка, собирающая яблоки, voor orkest
- 1960: Gedicht voor kwartet
- 1962: Children's Corner voor piano
- 1972: Symfonie nr. 5 (Mens, Aarde en het heelal)
- jaren 80: Symfonie nr. 6
- 1985: Gamayun (ter ere van Sjostakovitsj)

## Bron
- Uitgave Olympia Compact Discs Ltd. van zijn vierde symfonie.

- Gemeinsame Normdatei: 140703136
- International Standard Name Identifier: 0000 0000 7737 0553
- Library of Congress Control Number: n89664963
- Nationale Bibliotheek van Letland: 000208178
- MusicBrainz: 271d54dd-d283-4df7-b217-7d39ce7db0bd
- Nationale Bibliotheek van Tsjechië: jo2014853097
- Virtual International Authority File: 75464451
- WorldCat: E39PBJyxkXgJvqDmJqyH9dKrv3